# Tollan
MV Tollan (por vezes também grafado Tolan, por apropriação popular do nome) foi um porta-contentores inglês, que se afundou no  rio Tejo, em frente ao Terreiro do Paço, em Lisboa, a 16 de Fevereiro de 1980, após ter colidido com o navio cargueiro sueco Barranduna (1972- ). Este navio chama-se actualmente Cape Ducato.

## Naufrágio
O naufrágio ceifou a vida de 4 dos 16 tripulantes do navio, tendo a intervenção de mergulhadores nas buscas de salvamento nos dias que se seguiriam se revelado infrutífera.
Rodando ainda 180 graus, dois dias após o naufrágio, o Tollan viria a ficar encalhado com o casco vermelho voltado para cima, a alguns metros da margem, passando a ser um perigo para a navegação.

## Atracção turística
Tendo havido várias tentativas falhadas para o remover do local, tornou-se uma atracção turística, dando origem a alcunhas (tinha o significado de "aquele que ninguém consegue virar" ou "o encalhado") e dando nome a cafés e restaurantes.
Ficou a cargo da Marinha Portuguesa a incumbência da remoção do navio, que oferecia risco à navegação. Foi finalmente voltado e levado a 2 de Dezembro de 1983.